# Victor van Strydonck de Burkel
Victor Jean Clement baron van Strydonck de Burkel (Anvers, 16 juillet 1876 - Etterbeek, 4 août 1961) fut un général de l'armée belge.

## Biographie
Entré fort jeune à 17 ans à l'École royale militaire le 15 novembre 1893, avec la 44e promotion Infanterie-Cavalerie, il fut nommé sous-lieutenant le 30 novembre 1895. Après un stage à l'infanterie et à l'école d'équitation, il fera la plus grande partie de sa carrière d'officier subalterne et d'officier supérieur au 1er régiment de Guides.
Il participa à la Première Guerre mondiale et, en 1918, lors de l'offensive de reconquête du territoire, major à la tête de la cavalerie belge, il commanda près de la localité de Burkel, contre une unité allemande de mitrailleuses, une charge de cavalerie qui se termina en victoire. En 1937, le roi des Belges Albert Ier lui accorda le titre de chevalier et le droit d'adjoindre à son patronyme van Strydonck la mention de Burkel .     
Avant la Seconde Guerre mondiale, il fut entre autres à la tête de l'école belge de cavalerie, inspecteur général de la gendarmerie, commandant du 1er régiment de guides et commandant du corps de cavalerie motorisée à partir de 1936. 
Nommé lieutenant général en 1933, van Strydonck a été brièvement admis à la retraite en 1938. Dès la mobilisation du 1er septembre 1939, il réendosse l’uniforme et dirige à 63 ans la première circonscription militaire.
Lors de la bataille de France, le 20 mai 1940, leurs voitures mitraillées et incendiées, lui et ses officiers avancent à pied puis prennent la mer pour Douvres le 22 mai à 16h50. Ils arrivent à Londres le 23 et se rendent aussitôt à l’ambassade de Belgique.
Le 25 mai 1940, l'ambassadeur de Belgique Émile de Cartier de Marchienne arrive à convaincre le ministre de la Défense du gouvernement Pierlot III, le général Henri Denis, de passage à Londres pour quelques heures, de la nécessité d’organiser les forces belges dispersées en Grande-Bretagne, et Van Strydonck est nommé commandant des forces belges libres en Grande-Bretagne  trois semaines avant le fameux appel du général de Gaulle le 18 juin 1940. 
En 1941, il devint Inspecteur général de l'armée belge et, en 1944, il prit la tête de la mission militaire belge auprès du grand quartier général des troupes alliées, le Supreme Headquarters Allied Expeditionary Force. Il quitte l'armée après la guerre.
Le 26 avril 1937, il reçut une concession de noblesse avec titre personnel de chevalier ; le 10 décembre 1956, il obtint concession du titre de baron transmissible par primogéniture masculine. Il eut deux fils. Le second, Yves, fit également une brillante carrière dans l'armée belge. Comme son père, il fut nommé chevalier avant de devenir baron.
Il meurt le 4 août 1961 à Etterbeek (Région de Bruxelles-Capitale), âgé de 85 ans.  Il est inhumé au Cimetière de Bruxelles à Evere.

## Idée reçue
Depuis 1985, abordant la reconstruction des Forces belges en Grande-Bretagne en 1940, des auteurs, des professeurs et des publicistes, répandent le propos erroné suivant : « Le Général van Strydonck de Burkel, sorti de sa retraite s’est trouvé à Londres dès le 15 mai 1940 à la tête d’ une mission d’achat de chevaux dans la campagne anglaise. »
Cette erreur factuelle occulte la vérité historique, qui se résume comme suit :
Après avoir rempli ses deux premières missions de guerre à Bruxelles puis à Lille, le général a réussi à s’extraire à grand-peine par la mer, au port de Boulogne sur mer.
Arrivé à Londres, le 25 mai 1940, chez l’ambassadeur de Belgique Émile de Cartier de Marchienne, le général rencontre le général Henri Denis, Ministre de la Défense passant à Londres pour quelques heures. D’un commun accord, tous trois décident et obtiennent des Britanniques un lieu de regroupement qui sera Tenby (Pays de Galles) où les Forces belges libres seront reconstituées, pas à pas, avec succès.
La rectification est fondée sur les références suivantes ;
A) (2005) Une lettre du Professeur Luc De Vos du 02 mai 2005 (Ref HAPO 0177), qui  annonce que la vérité historique a été rectifiée dans l’enseignement à l’École Royale Militaire belge (collection privée)
B) --- (2016) La Biographie du Général Victor van Strydonck de Burkel rédigée par l’historien Hans Rombaut de l'Académie royale flamandeKoninklijke Vlaamse Academie van België voor Wetenschappen en Kunsten (Nationaal Biografisch Woordenboek, t.  22)  (ISBN 978 90 6569 162 0) D/2016/0455/05.
C) --- (2020) Une édition à compte d’auteur de Charles Albert Houtart et d’Anita Gatto-van Strydonk de Burkel d’un recueil de documents dont des inédits (titre : van Strydonck de Burkel) consultable à la Bibliothèque royale de Belgique – section des éditions privées sous la lettre H (de Houtart) – 2020.
D) --- (2025) Le livre "Les Cent jours de l'ambassadeur" (auteur Patrice-Emmanuel Schmitz) détaille la manière dont l'ambassadeur Émile de Cartier de Marchienne organise le 25 mai 1940 une réunion entre le le général Denis, ministre de la Défense (brièvement de passage à Londres) et le général van Strydonck (arrivé à l'ambassade le 24 mai), afin que lui soit confiée l'organisation d'un centre de regroupement de l'armée belge à Tenby (Pays de Galles) .

## Médaille commémorative
Une médaille de bronze datée de 1948 à son effigie est signalée dans Portraits en médailles de nobles belges de 1830 à nos jours, travail collectif de Nicolas de Streel, Baudouin de Theux, Bertrand Maus de Rolley et Luc Vandamme édité par l'ANRB (2014).

## Pour mémoire
- Un important monument a été érigé sur le site de Burkel à Maldeghem en souvenir de cette célèbre bataille et une rue y porte son nom.
- Un buste du général (en civil) existe également.